# Crisi dels refugiats a Europa

Xifres de refugiats als Estats de la UE i la EFTA entre l'1 de gener i el 30 de juny de 2015 segons dades d'Eurostat.
0,69%
>0,2-0,3%
>0,1-0,2%
>0,05-0,1%
>0,01-0,05%
≤0,01%
sense dades

La crisi dels refugiats a Europa o «crisi migratòria» és com s'anomena a la situació humanitària dels països europeus a conseqüència de l'increment del flux descontrolat de refugiats de la dècada del 2010. Tot i això, alguns activistes i investigadors han qüestionat aquest concepte. El terme es fa servir des d'abril de 2015 i al·ludeix a l'augment del nombre de refugiats i immigrants per motius econòmics que comparteixen vies de desplaçament irregular, originaris de zones com l'Orient Mitjà, Àfrica i els Balcans, que arriben a la Unió Europea a través de la Mediterrània i el sud-est d'Europa sol·licitant asil. La majoria dels refugiats provenen de Síria, Afganistan o Eritrea.
Es tracta de la crisi més gran migratòria i humanitària a Europa després de la Segona Guerra Mundial. Segons l'Agència Europea de Fronteres —Frontex—, entre gener i juliol de 2015, uns 95 000 immigrants van ser rescatats per l'Operació Tritó a la Mediterrània central, i prop de 340 000 immigrants van arribar a la Unió Europea, aproximadament el triple que en el mateix període de 2014. La presidència del Consell de la Unió Europea va convocar pel setembre de 2015 una reunió extraordinària dels 28 Estats membres, destacant que la situació migratòria «ha adquirit recentment proporcions sense precedents». Segons el vicepresident de la Comissió Europea, Frans Timmermans, es «tracta d'una crisi mundial que necessita una resposta europea».

## Context

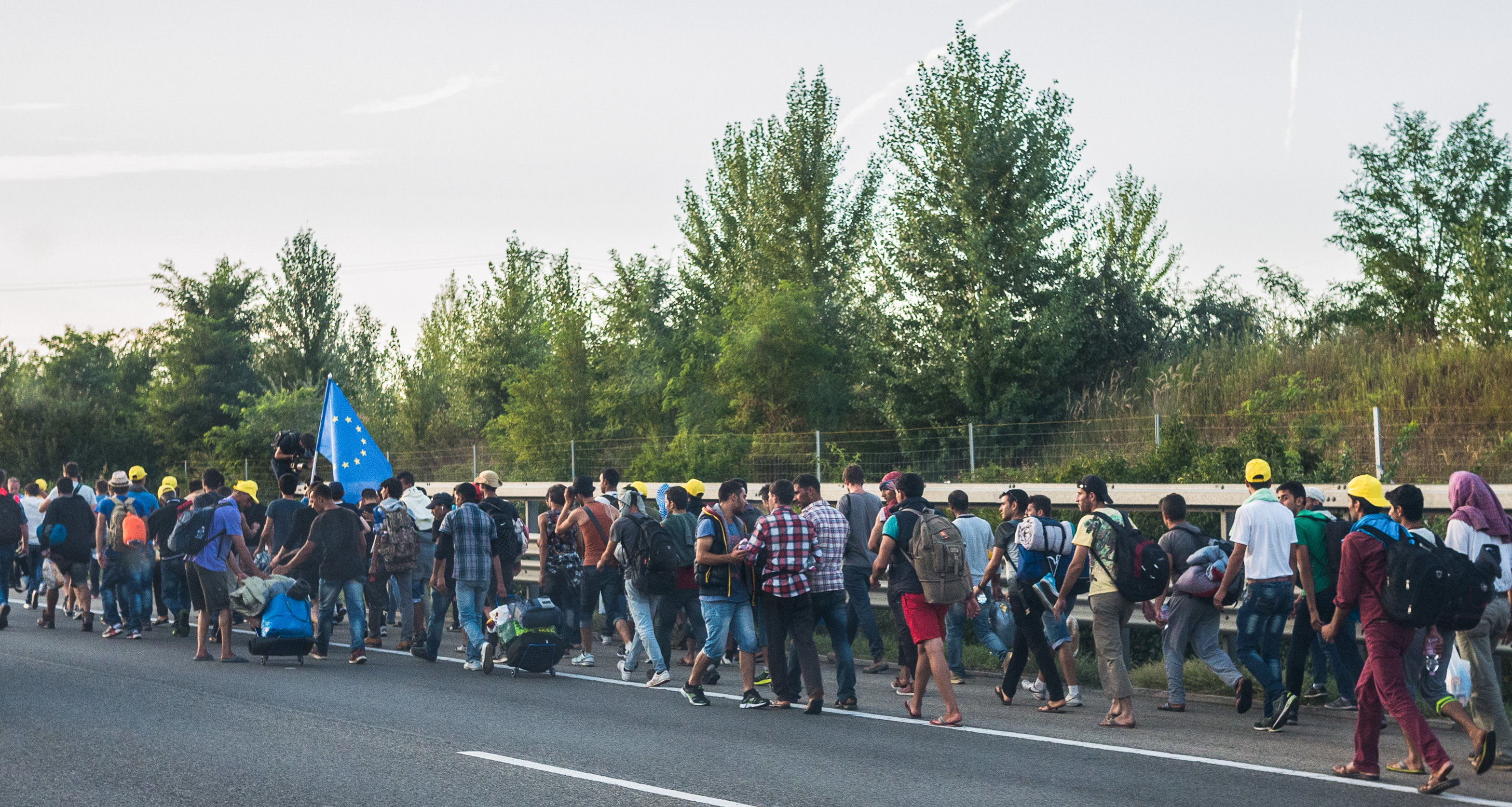
Migrants d'Hongria marxant cap a Àustria, el 4 de setembre de 2015

La crisi va sorgir a conseqüència del creixent nombre d' immigrants i refugiats que arribaven —o intentaven arribar— als Estats membres de la Unió Europea, a través de la mar Mediterrània i els Balcans, procedents de països d'Àfrica, Orient Mitjà i Àsia del Sud; aquests moviments de població es caracteritzaren per la migració forçada de víctimes per conflictes armats, persecucions o violacions massives dels drets humans, i per l'acció de xarxes delictives de tràfic il·legal i tracta de persones. Entre 2007 i 2011, un gran nombre d'immigrants il·legals procedents de l'Orient Mitjà i Àfrica van travessar la frontera entre Turquia i Grècia, el que va portar a Grècia i a l'Agència Europea de Protecció de Fronteres —Frontex— a millorar els controls fronterers. El 2012, afluència d'immigrants a Grècia per terra va disminuir el 95% després de la construcció d'una tanca a la zona de la frontera entre Grècia i Turquia que no segueix el curs del riu Maritsa. El 2015, Bulgària, va ampliar la tanca a la frontera amb Turquia, per evitar els fluxos migratoris a causa de, principalment, la Guerra civil siriana. El setembre de 2015, el govern d'Hongria va anunciar la finalització d'una tanca a la frontera amb Sèrbia, en un intent per detenir el flux d'immigrants i declarava delicte entrar a les seves fronteres; Àustria i Alemanya van donar entrada als milers de refugiats que ja no podien accedir al país.

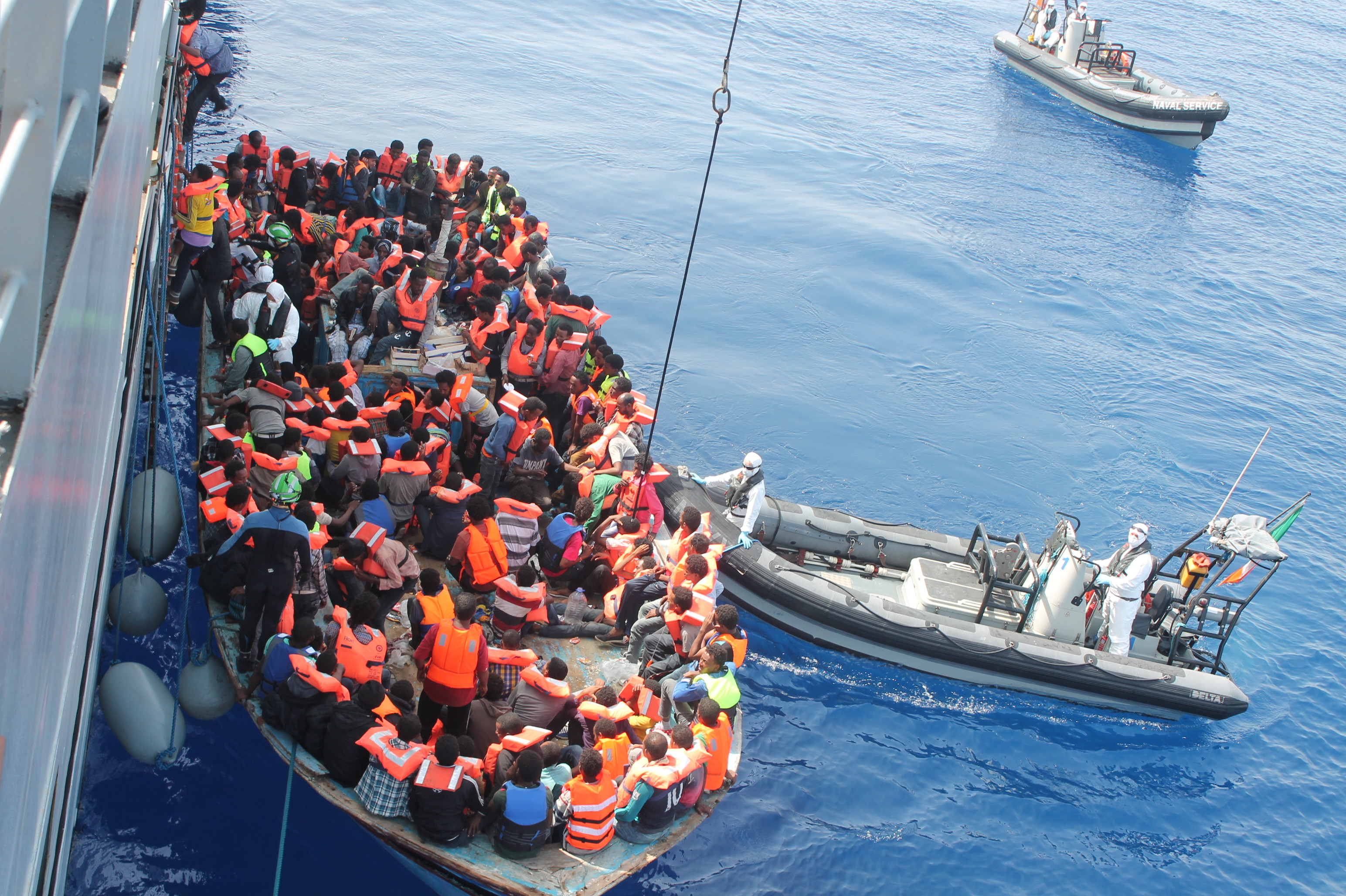
Servei Naval irlandès rescatant migrants d'una embarcació sobrecarregada dins l'Operació Tritó, el juny de 2015, a la Mediterrània

El problema es va aguditzar per la tragèdia que visqueren milers de immigrants en posar les seves vides en perill en creuar la Mediterrània, a bord d'embarcacions precàries i vaixells amb limitades condicions tècniques o excés de persones a bord. A l'abril de 2015, almenys cinc embarcacions que transportaven gairebé dos mil immigrants a Europa, es van enfonsar, amb una xifra de morts de més de 1200 persones; l'incident amb majors víctimes va ser un naufragi el 19 d'abril en aigües de l'estret de Sicília. Aquests naufragis es varen donar dins un context de conflictes en curs a diversos països del nord d'Àfrica i de l'Orient Mitjà, així com la negativa de diversos governs de la Unió Europea per finançar l'Operació Mare Nostrum, un programa humanitari i de rescat organitzat pel govern italià, que va ser substituït al novembre de 2014 per l'Operació Tritó de l'agència europea Frontex. El 23 d'abril de 2015, els governs de la UE van acordar triplicar els fons per a les operacions de la patrulla fronterera a la Mediterrània, per tal d'igualar les capacitats prèvies de l'Operació Mare Nostrum, però Amnistia Internacional va criticar immediatament la decisió de la UE, per «no ampliar l'àrea operativa de Tritó» a la zona prèviament coberta per Mare Nostrum; a continuació, la Unió Europea va decidir engegar una nova missió militar amb seu a Roma anomenada l'operació naval (EUNAVFOR Med).

## Resposta internacional

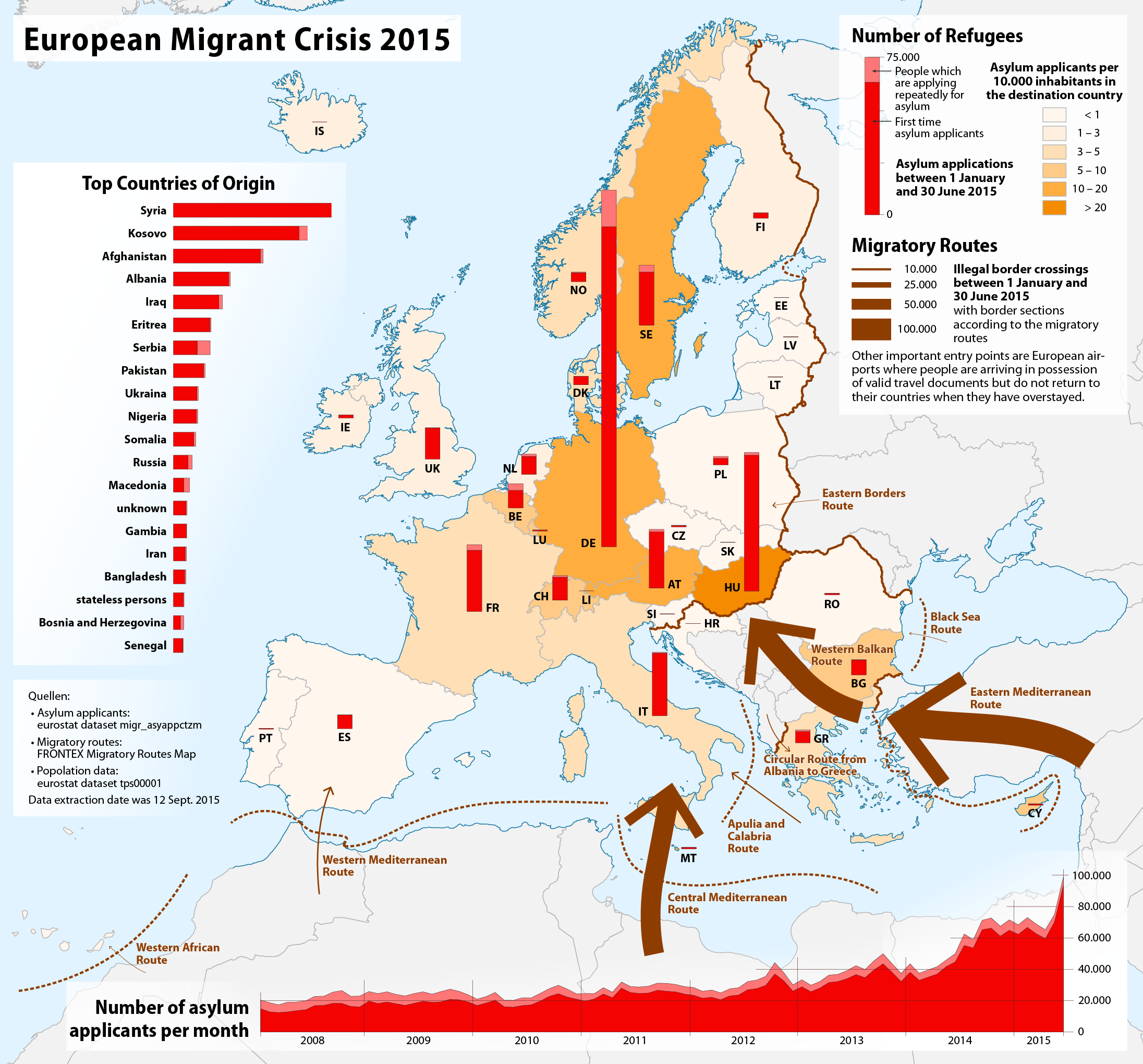
Xifres de refugiats als estats de la UE i l'EFTA entre l'1 de gener i el 30 de juny del 2015 segons les dades de l'Eurostat.

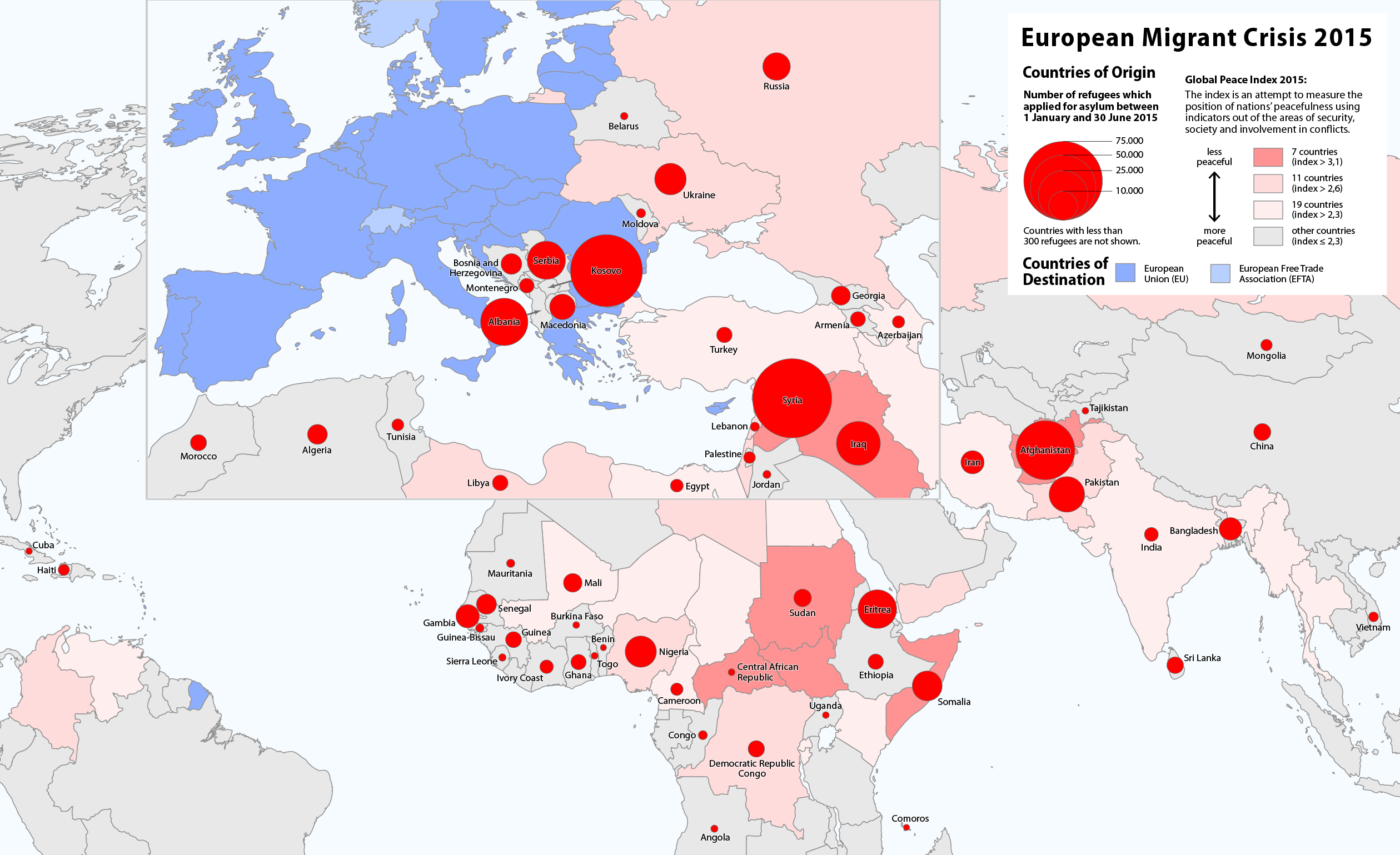
Països d'origen dels refugiats que han sol·licitat asil a Europa entre l'1 de gener i el 30 de juny del 2015

D'acord amb les dades d'Eurostat, els estats membres de la Unió Europea reberen 626.065 sol·licituds d'asil el 2014 —la xifra més alta des de les 672.000 sol·licituds rebudes el 1992. Sobre el total de 357.425 decisions sobre sol·licituds d'asil a la UE el 2014, 183.365 foren positives i 174.060 foren rebutjades. 160.070 persones reberen l'estatus de protecció en primera instància —una taxa de reconeixement del 45%—, mentre que a 23.295 se'ls concedí l'estatus de protecció a l'apel·lació o revisió —una taxa de reconeixement del 18%. De les 183.365 persones a qui es concedí la protecció el 2014 a països de la UE, a 103.595 se'ls atorgà la condició de refugiat (57% de les decisions positives), protecció subsidiària a 59.470 (32%) i autorització de residència per raons humanitàries a 20.300 (11%), a més a més, reberen 6.380 refugiats reassentats.

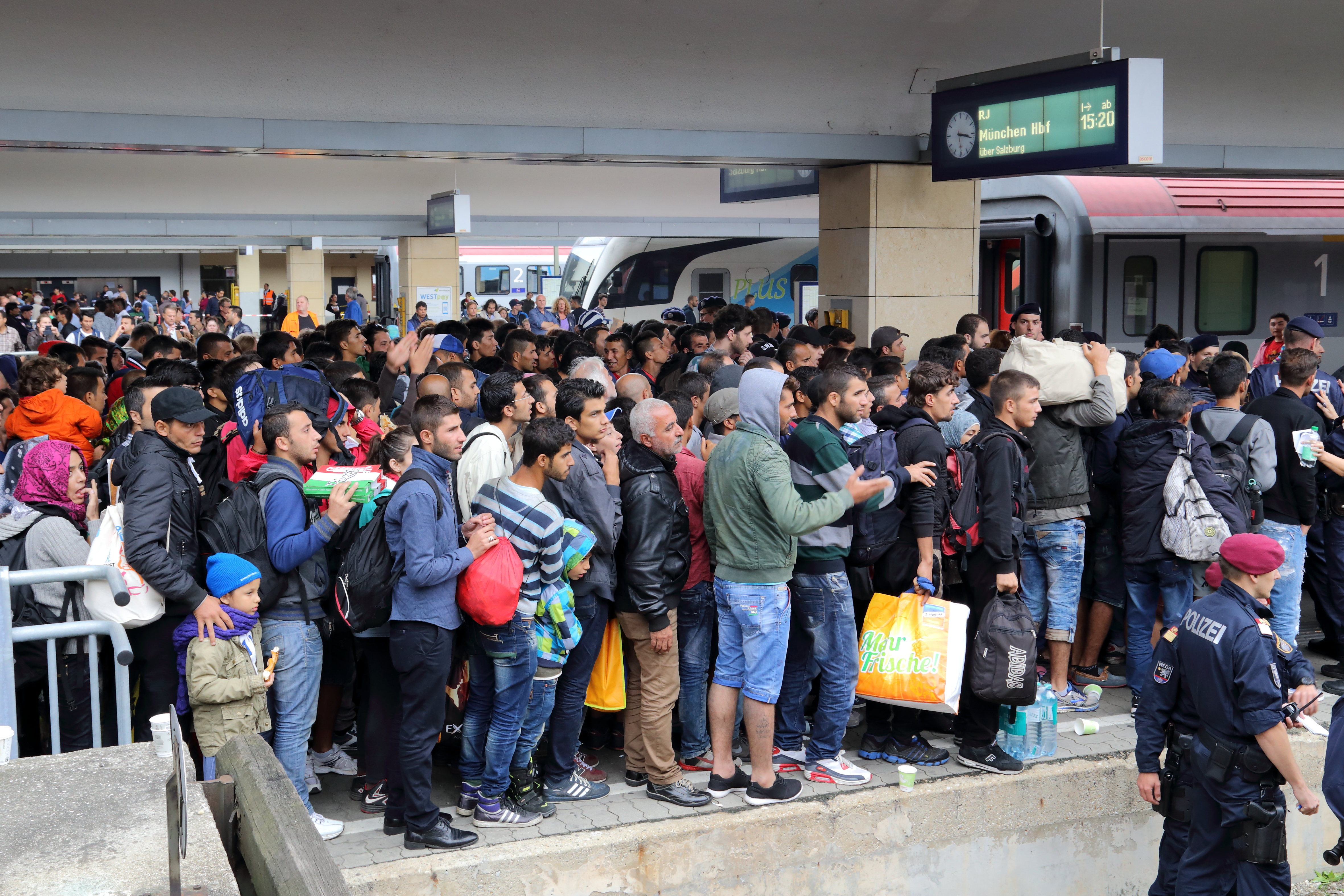
Refugiats sirians i afganesos a Àustria, agost del 2015

Segons l'Eurostat, quatre estats (Alemanya, Suècia, Itàlia i França) reberen al voltant de dos terços de les sol·licituds d'asil de la UE el 2014 i atorgaren gairebé dos terços dels estatus de protecció, mentre que l'anàlisi de les dades de Nacions Unides i del Banc Mundial indica que Suècia, Hongria i Àustria es trobaven entre els principals receptors per capita de sol·licitants d'asil de la Unió Europea, en ajustar-se segons la seva població.
Durant els tres primers mesos del 2015, 184.815 persones sol·licitaren asil a la Unió Europea —un 86% més en comparació amb el primer trimestre del 2014— i segons la ciutadania dels sol·licitants d'asil, 48.870 provenen de Kosovo (26%), 29.095 de Síria i 12.910 de l'Afganistan, d'acord amb les xifres oficials de l'Eurostat.
Segons la Frontex (Agència Europea de Fronteres), uns 95.000 immigrants foren rescatats entre gener i juliol del 2015 per l'Operació Tritó a la Mediterrània central, i prop de 340.000 immigrants arribaren a la Unió Europea, aproximadament el triple que en el mateix període del 2014.

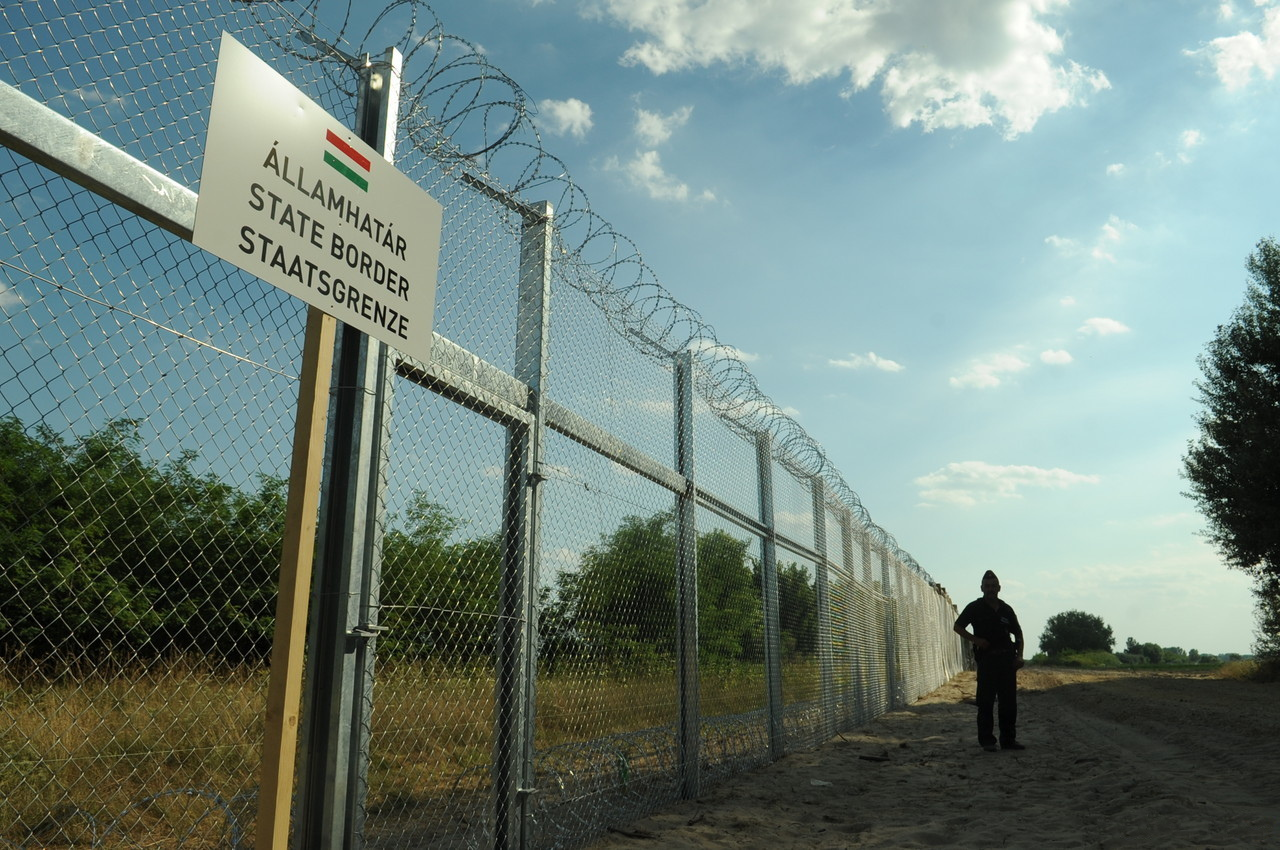
Vista del mur entre Hongria i Sèrbia construït el 2015

El setembre del 2015, el govern d'Hongria anuncià que s'acabaria de construir un mur entre Hongria i Sèrbia per intentar aturar el flux d'immigrants.
La presidència del Consell de la Unió Europea —que exerceix Luxemburg— convocà per al 14 de setembre del 2015 una reunió extraordinària dels ministres de Justícia i Interior dels 28 Estats membres, destacant-ne que la situació migratòria «ha adquirit recentment proporcions sense precedents».

### Decisions de les cimeres europees
El dilluns 14 de setembre de 2015, una reunió extraordinària del Consell de ministres de la Unió Europea no va arribar a cap acord global per la distribució dels 120.000 migrants a Grècia, Itàlia i Hongria. Per solucionar el problema es va proposar millorar la cooperació amb els països veïns d'Europa i l'establiment de centres de detenció.

### Societat civil
Fora de l'àmbit de l'administració alguns ciutadans, a títol individual, van decidir pendre part en la resposta davant la crisi. Així, l'octubre de 2015 es va fundar l'ONG Proactiva Open Arms, originària de Badalona, destinada al salvament de vides humanes al mar. La seva missió principal era l'ajuda als refugiats, principalment sirians, que diàriament intentaven arribar per mar a l'illa de Lesbos (Grècia), provinents de Turquia.
Un altre exemple seria l'organització Welcome Refugees, que sorgeix el 2014, a Alemanya. Impulsat per tres joves, Mareike Geiling, Jonas Kakoschke i Golde Ebding i la seva experiència personal amb els refugiats de Mali.
Aquesta iniciativa treballa per crear una comunitat d'acollida als refugiats que arriben a Europa, en aquests últims temps per la problemàtica a Síria, en comptes d'ajuntar milers de persones en camps de refugiats. La comunitat d'acollida es crea allotjant als refugiats a habitatges privats i finançant els costos gràcies a microdonacions de persones que siguin afins al moviment.

#### Casa nostra, casa vostra
Casa nostra, casa vostra és una campanya catalana formada per un grup de persones independents que treballen en el món de comunicació i que van coincidir als camps de refugiats de la frontera de Grècia amb Macedònia del Nord durant la realització de projectes professionals o de voluntariat.
Amb l'objectiu de denunciar allò que havien vist i canviar la situació de les persones refugiades i immigrants, van crear aquesta iniciativa que a poc a poc va anar sumant a moltes persones que volien donar resposta a la “crisi migratòria” que es viu al mar Mediterrani.
En veure el creixement de la iniciativa, van decidir compartir-la i obrir-la a la participació de la societat civil i les entitats. Així, Casa nostra, casa vostra s'ha convertit no només en un grup de persones independents, sinó també en un conjunt d'entitats del país que comparteixen la mateixa preocupació per la situació de milers de persones immigrants i desplaçades per força, dins i fora de la Unió Europea.
Així, les intencions d'aquesta organització són: “Volem acollir persones que fugen de les guerres, de la fam, de la persecució política, per motius d'orientació sexual o per les seves creences. Però també volem acollir aquelles persones que ja són aquí i segueixen tenint dificultats per desenvolupar una vida digna. A totes aquestes persones els volem dir: casa nostra és casa vostra”.
A més, cal destacar la seva feina com a organitzadors i difusors de la manifestació «Volem acollir» el 18 de febrer de 2017 a la ciutat de Barcelona; la qual va ser la mobilització més multitudinària d'Europa per exigir un canvi global de les polítiques de fronteres i de refugi.

## Asil
El 2014, els Estats membres de la Unió Europea van rebre 132.405 sol·licituds dels immigrants. En total, 23.295 sol·licituds van ser acceptades, i aquests immigrants rebran algun tipus de protecció de la UE (asil, condició de refugiat, protecció subsidiària, protecció per raons humanitàries), mentre que 109.110 sol·licituds van ser rebutjades, i aquests immigrants es veuran obligats a sortir del territori de la Unió Europea. Segons Eurostat, quatre estats —Alemanya, Itàlia, França i Suècia— reben al voltant de dos terços de les sol·licituds d'asil de la UE, mentre que l'anàlisi de les dades de les Nacions Unides i del Banc Mundial indica que Hongria, Àustria i Suècia, estan entre els principals receptors dels sol·licitants d'asil de la UE.